# 무기고 (영화)
무기고(Arsenal)는 소련에서 제작된 알렉산드르 도브첸코 감독, 제작의 1929년 영화이다.
이 영화는 1918년의 러시아 내전 당시의 한 일화를 다루고 있다.

## 출연
- B. Zagorsky